# Microsoft Personal Web Server
Microsoft Personal Web Server (PWS) är en nedskalad webbserverprogramvara för Windows-operativsystem. Den har färre funktioner än Internet Information Services (IIS) och dess funktioner har ersatts av IIS och Visual Studio. Microsoft stöder officiellt PWS på Windows 95, Windows 98, Windows 98 SE och Windows NT 4,0. Innan lanseringen av Windows 2000 var PWS tillgänglig som en gratis nedladdning och med på Windows Distributionsmedium CD-skivor. PWS 4,0 var den sista versionen, och det finns på Windows 98-CD och Windows NT 4.0 Option Pack.